# Henryk Chrupała
Henryk Chrupała (geb. 25. Juli 1938 in Katowice, gestorben 25. Januar 2015 ebenda) war ein polnischer Astronom, Physiker und Popularisierer der Astronomie.

## Leben
Absolvierte eine allgemeinbildende Mittelschule in Kattowitz und schloss 1963 ein Magisterstudium der Physik an der Pädagogische Hochschule (Fakultät für Mathematik, Physik und Chemie). Noch während seines Studiums, im Jahr 1962, begann er am Planetarium Śląskie in Chorzów zu arbeiten. Im Jahr 1975 wurde er Direktor der Einrichtung. Er blieb in dieser Position bis 2003, d. h. bis zu seiner Pensionierung.
Er arbeitete in Grund- und Sekundarschulen als Lehrer für Mathematik, Physik und Astronomie. Er war ein Lehrer und Mentor für viele Generationen von Astronomen und Astronomiebegeisterten.
1976 erwarb er den Doktortitel an der Adam-Mickiewicz-Universität in Poznan.
Er war einer der Gründer und später Präsident der schlesischen Sektion der Polnische Gesellschaft der Astronomieliebhaber, die 1964 gegründet wurde. Im Jahr 1971 wurde er Mitglied des Vorstands der PTMA. Von 1983 bis 1997 fungierte er fünfmal als Vizepräsident. Während seiner Arbeit am Planetarium empfahl ihn die PTMA dem Ministerium für nationale Bildung als Experten.
Fast von Beginn seiner Tätigkeit an war er einer der Organisatoren der polnischen Astronomie-Olympiade. Von 1976 bis 1989 war er Vorsitzender des Hauptkomitees der Astronomieolympiade. Nachdem das MEN die Regeln für die Organisation der Olympiaden vereinheitlicht hatte, fungierte er als stellvertretender Vorsitzender. Das Ergebnis seiner langjährigen Arbeit an der Organisation der Olympiaden waren zwei Bücher, die er zusammen mit Marek Szczepański und Jerzy Kreiner.
Er starb am 25. Januar 2015. Er wurde auf dem Friedhof an der Pośpiecha-Straße in Kattowitz der Pfarrei St. Josef in Kattowitz beigesetzt.

## Ehrungen, Auszeichnungen und Preise
- Vladimir-Zonn-Preis 1997.[6]
- Verdienstkreuz in Gold.
- Goldene Ehrennadel der Polnischen Astronomischen Gesellschaft
- Medaille der Nationalen Bildungskommission.[2]

## Bücher
- Henryk Chrupała, Marek T. Szczepański: 25 years of astronomical Olympiads. Wydawnictwa Szkolne i Pedagogiczne, Warsaw 1986, ISBN 83-02-02321-3 (polnisch, org.pl [abgerufen am 23. Juni 2023]).
- H. Chrupała, J. M. Kreiner, M. T. Szczepański: Zbiór zadań z astronomii wraz z rozwiązaniami. IKN, Warsaw 1984 (polnisch, org.pl).